# Johann Friedrich Ermel
Johann Friedrich Ermel (* 21. Juni 1696 in Grimma; † 15. Januar 1764 in Dresden) war ein deutscher Arzt,  der in Dresden praktizierte. 1740 ernannte ihn Kurfürst Friedrich August II. zum sächsischen Hofarzt.

## Leben
Johann Friedrich Ermel war der älteste Sohn des Rektors der Fürstenschule in Grimma, Georg Ermel, und seiner Ehefrau Dorothea Huhn (* 20. November 1674 in Grimma; † 9. Juli 1723 ebenda), Tochter des Grimmaer Bürgermeisters Christian Huhn. Nach dem Besuch der Fürstenschule von 1709 bis zum 19. April 1715 begann er auf Geheiß des Vaters gleich darauf das Studium der Theologie an der Universität Leipzig, setzte sich dann aber mit seinem Wunsch durch, Medizin zu studieren. Damalige Professoren der Medizin in Leipzig waren Polycarp Gottlieb Schacher, Augustus Quirinus Rivinus (August Quirin Bachmann) und Michael Ernst Ettmüller. Am 27. März 1719 wurde Ermel an der Universität Erfurt zum Doktor der Medizin promoviert.
Von 1722 bis 1724 unternahm Ermel zusammen mit dem Freiherrn Johann Christoph von Beer eine ausgedehnte, nicht ungefährliche Bildungsreise, die durch Russland bis an die persische Grenze führte. Nach seiner Rückkehr ließ er sich in Dresden mit einer Arztpraxis nieder, deren Erfolg zur Verleihung des Titels „Hofmedicus“ durch Kurfürst Friedrich August II. im Jahr 1740 führte. Ermel starb am 15. Januar 1764, er wurde auf dem heute nicht mehr existierenden Friedhof St. Johannis vor dem Pirnaischen Tor in Dresden beigesetzt.

## Familie
Ermel war in erster Ehe verheiratet mit Johanna Christiana (* 5. Dezember 1701; † 10. Dezember 1736 in Dresden), Tochter des Sekretärs am sächsischen Hof, Christian Wabst († 20. Januar 1731 in Dresden). Von ihren acht Kindern erreichten ein Junge und drei Mädchen das Erwachsenenalter.
Am 5. November 1737 ging Ermel die zweite Ehe ein mit Catharina Sophia (* 1715), Tochter von Benjamin Thenius (1671–1752), Ober-Kammerkassierer am sächsischen Hof in Dresden. Sie gebar ihm zehn Kinder, wovon fünf früh verstarben. Von seinen Kindern kennt man:
- Friedrich August Ermel (* 3. August 1740 in Dresden; † 7. April 1812 ebenda), war promovierter Jurist und Bürgermeister von Dresden.
- Benjamin Friedrich Ermel (* 27. August 1746 in Dresden; † 18. Juli 1815 ebenda), war königlich-sächsischer Steuereinnehmer für den Meißnischen Kreis.

Ermels Bruder August Christian Ermel (* 22. April 1698 in Grimma; † 5. Februar 1763 ebenda), studierte Philosophie und Jura und war zwischen 1746 und 1761 teils beisitzender, teils regierender Bürgermeister von Grimma.

## Werke (Auswahl)
- Q. D. B. V. Dissertatio inauguralis physico-medica, de osculo vim philtri exserente (…) sub praesidio (…) Johannis Andreæ Fischeri (…) Grosch, Erfurt 1719 (Digitalisat in der Google-Buchsuche).
- Physiologische und Anatomische Tafeln, Welche einem jungen Anfänger der Artzney-Kunst den Grund und Endzweck zeigen. Zweisprachig Deutsch und Lateinisch. Dresden 1727 (Digitalisat der SLUB).